# Elena Georgescu-Nedelcu
Elena Georgescu-Nedelcu (ur. 10 kwietnia 1964 w Bukareszcie) – rumuńska wioślarka.

## Osiągnięcia
- Mistrzostwa Świata – Tasmania 1990 – ósemka – 1. miejsce[1].
- Mistrzostwa Świata – Wiedeń 1991 – ósemka – 3. miejsce[1].
- Igrzyska Olimpijskie – Barcelona 1992 – ósemka – 2. miejsce[1].
- Igrzyska Olimpijskie – Atlanta 1996 – ósemka – 1. miejsce[1].
- Mistrzostwa Świata – Aiguebelette 1997 – ósemka – 1. miejsce[1].
- Mistrzostwa Świata – Kolonia 1998 – ósemka – 1. miejsce[1].
- Mistrzostwa Świata – St. Catharines 1999 – ósemka – 1. miejsce[1].
- Igrzyska Olimpijskie – Sydney 2000 – ósemka – 1. miejsce[1].
- Mistrzostwa Świata – Sewilla 2002 – ósemka – 4. miejsce[1].
- Mistrzostwa Świata – Mediolan 2003 – ósemka – 2. miejsce[1].
- Igrzyska Olimpijskie – Ateny 2004 – ósemka – 1. miejsce[1].
- Mistrzostwa Świata – Monachium 2007 – ósemka – 2. miejsce[1].
- Mistrzostwa Europy – Poznań 2007 – ósemka – 1. miejsce[1].
- Igrzyska Olimpijskie – Pekin 2008 – ósemka – 3. miejsce[1].